# Estàtua de Fernando Valdés Salas
L'escultura urbana coneguda pel nom Estàtua de Fernando de Valdés Salas, ubicada al claustre de la Universitat d'Oviedo, al carrer San Francisco, a la ciutat d'Oviedo, Principat d'Astúries, Espanya, és una de les més d'un centenar que adornen els carrers de l'esmentada ciutat espanyola.
El paisatge urbà d'aquesta ciutat, es veu adornat per obres escultòriques, generalment monuments commemoratius dedicats a personatges d'especial rellevància en un primer moment, i més purament artístiques des de finals del segle xx.
L'escultura, feta de metall, és obra de Cipriano Folgueras Doiztúa, i està datada el 21 de setembre de 1908.